# DB Regio AG, Regio NRW
DB Regio AG, Regio NRW (ook wel DB Regio NRW) is een bedrijfsonderdeel van DB Regio AG en is actief in het regionaal personenvervoer per spoor in de Duitse deelstaat Noordrijn-Westfalen. 
Tot 2012 was het onder de naam DB Regio NRW een zelfstandige dochteronderneming van DB Regio AG met het hoofdkantoor in Düsseldorf.
Het bedrijf exploiteert regionale treindiensten in Noordrijn-Westfalen, waaronder de grensoverschrijdende treindiensten Münster Hbf - Gronau - Enschede, Venlo - Hamm/Köln Hbf (tot 12 december 2009) en de DB Euregiobahn Heerlen–Herzogenrath–(Aachen Hbf) (tot 10 december 2018).

## Organisatie

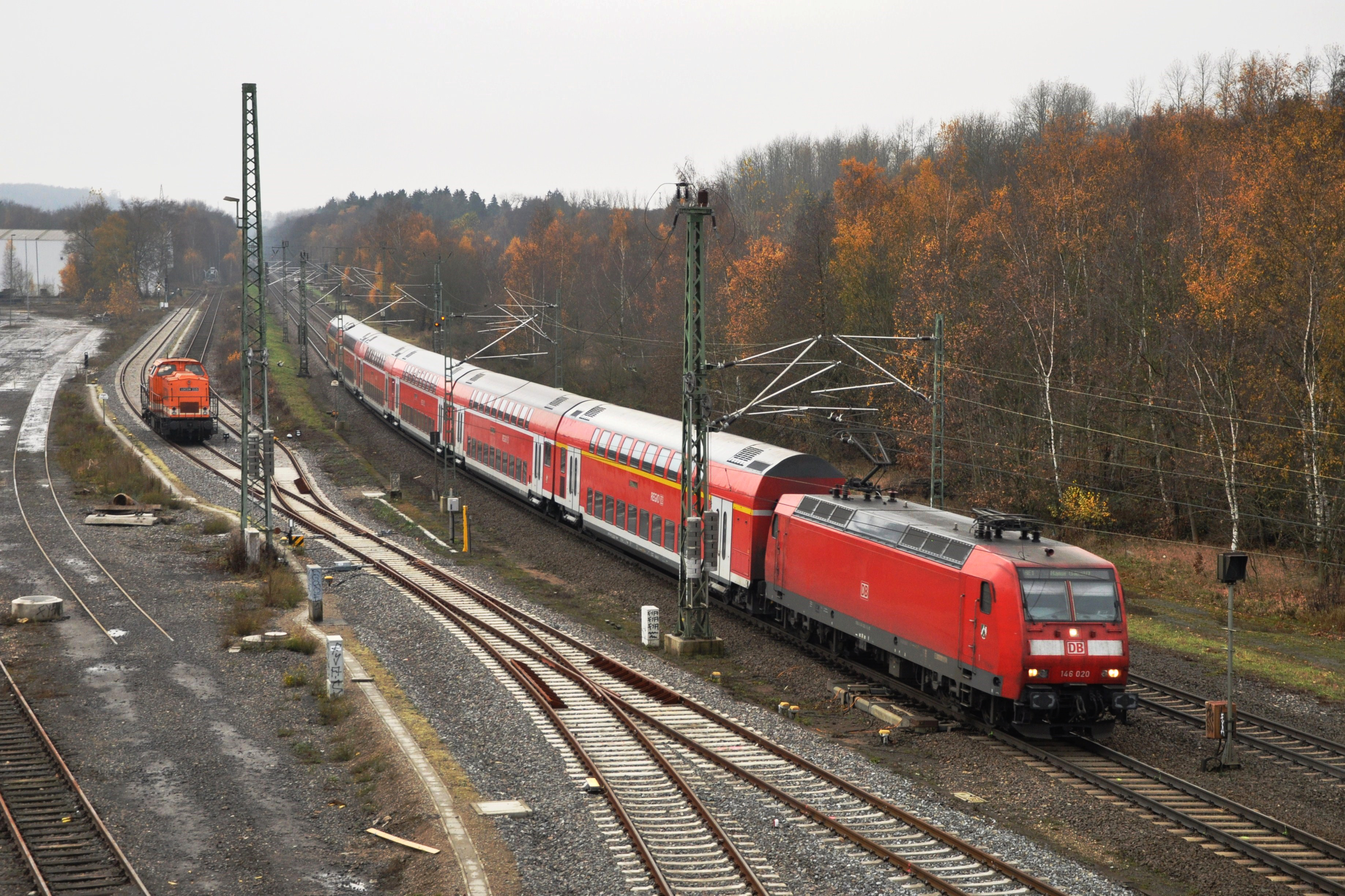
NRW-Express van DB Regio (2012)

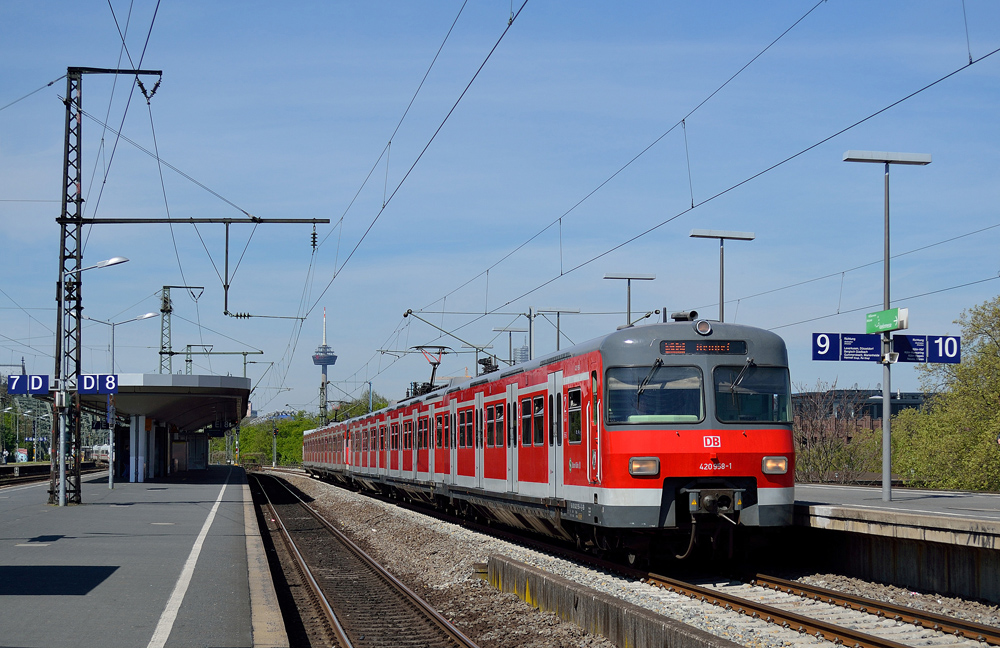
Een treinstel van het type Baureihe 420 als S-Bahn in station Köln Messe/Deutz (2016)

De DB Regio AG, Regio NRW rijdt in opdracht van de ov-autoriteiten Verkehrsverbund Rhein-Ruhr (VRR), Zweckverband Nahverkehr Westfalen-Lippe (NWL) en Zweckverband Nahverkehr Rheinland (NVR) regionaal spoorverkeer in Noordrijn-Westfalen. De verantwoordelijkheid van de concessies is in 2010 overgedragen aan de ov-autoriteiten, het gaat daarbij om de concessies: "Rheinland", "Express-Netz NRW", "S-Bahn Rhein-Ruhr" en "Westfälische Regionallinien". Het regionale bestuur van DB Regio is gevestigd in Düsseldorf en verantwoordelijk voor het management en serviceniveau in de regio NRW. 
DB Regio NRW exploiteert tientallen lijnen in Noordrijn-Westfalen. Terwijl in Oost-Westfalen, Zuid-Westfalen en in Münsterland diverse aanbestedingen aan private spoorwegondernemingen verloren gingen, kon DB Regio in Rijnland door langjarige concessies, in het bijzonder met de VRR, een dominantie positie behouden.

## Geschiedenis

Oude logo van DB Regio NRW

Tot 12 december 2004 trad de DB Regio als holding voor de zelfstandige spoorwegondernemingen DB Regionalbahn Rheinland, DB Regionalbahn Rhein-Ruhr en DB Regionalbahn Westfalen op. Vervolgens zijn deze drie ondernemingen gefuseerd en opgenomen in DB Regio NRW.
DB Regio NRW kreeg vanaf 2004 na een verloren aanbesteding een lijn terug. De Volmetalbahn werd vanaf 1999 door de Dortmund-Märkische Eisenbahn geëxploiteerd. Sinds 2004 werd na een nieuwe aanbesteding DB Regio NRW weer de vervoerder van deze lijn.

### Geschil met de VRR
In het boekjaar 2007 had DB Regio NRW een winst van €85 miljoen, terwijl de VRR wegens aanhoudende slechte prestaties miljoenen aan subsidie achterhield. De strijd met de VRR leidde op 12 juni tot een onaangekondigde opheffing van het contract tussen de VRR en DB Regio NRW. De directe oorzaak hiervoor was de contractueel afgesproken aanwezigheid van veiligheidspersoneel in de treinen. Terwijl DB Regio NRW aangaf 90% van alle treinen na 19 uur veiligheidspersoneel aanwezig was, gaf een maandenlange steekproef van de VRR een aandeel van 17% met dalende tendens.
De VRR kondigde aan, de toenmalige door DB Regio NRW gereden concessie zo snel mogelijk aan te besteden en tot de nieuwe vervoerder administratief door DB Regio NRW het verkeer te laten rijden. Op 19 december 2008 oordeelde de bestuursrechter in Gelsenkirchen dat het opzeggen van het contract door de VRR ongeldig was. De RB Regio eiste vervolgens van de VRR de ingehouden subsidie van €112 miljoen, maar de VRR had €35 miljoen te weinig op de rekening staan. Het ontbrekende bedrag moest door de eigenaren van de VRR, namelijk kreisen en kreisvrije steden worden opgehoest.
De VRR vroeg voor een herziening van de uitspraak bij de Oberverwaltungsgericht Münster, maar eindigde samen bij de toenmalige deelstaatsverkeersminister Oliver Wittke (CDU), waar door middel van bemiddeling naar een compromis werd gewerkt. Deze overeenkomst werd door Abellio aangevochten. Zowel de bestuurskamer van de Bezirksregierung Münster als ook het Oberlandesgericht Düsseldorf verklaarde de overeenkomst onwettig. Doordat het Oberlandesgericht Brandenburg in 2003 in een vergelijkbare zaak een ander oordeel geveld had, moest de Bundesgerichtshof een juridische beoordeling uitvoeren. 
Deze had de overeenkomst op 8 februari 2011 volledig nietig verklaard, waardoor het originele contract uit 2004 weer geldig was. Ondanks de in de lucht hangende overeenkomst lanceerde de VRR en DB Regio een nieuw dienstregelingsconcept voor de RE-lijnen (Mehr Takt. Mehr Platz. Mehr Zug) in december 2010.
DB Regionalbahn Westfalen voerde tot 11 december 2004 exploitatie op het traject Dortmund - Gronau - Enschede, maar na een openbare aanbesteding werd deze treindienst sinds 12 december 2004 geëxploiteerd door Prignitzer Eisenbahn GmbH. Sinds 11 december 2011 wordt deze dienst weer door DB Regio uitgevoerd, met vernieuwde treinstellen van het type Talent.
Op het baanvak Enschede - Gronau geldt sinds 2021 zowel het Nederlandse tarief als het tarief van de Verkehrsgemeinschaft Münsterland (VGM). Ook sommige kaarten uit het assortiment van de Deutsche Bahn, bijvoorbeeld het SchönerTagTicketNRW, zijn geldig.

### Structuurverandering
In 2008 richtte de onderneming DB Regio Rheinland GmbH op voor de Rhein-Sieg-Express. Na winst van de aanbesteding zouden rond de 180 medewerkers van DB Regio NWR naar de dochteronderneming zonder cao wisselen en, volgens een persbericht, rond een vijfde minder loon ontvangen. Na een protestactie werd de onderneming in augustus 2011 weer in DB Regio NRW opgenomen.
In september 2012 werd de onderneming DB Regio NRW GmbH in haar moederonderneming DB Regio AG versmolten. De naam Regio NRW bleef bestaan in Noordrijn-Westfalen, maar officieel is er geen sprake meer van een dochteronderneming.

## Investeringen

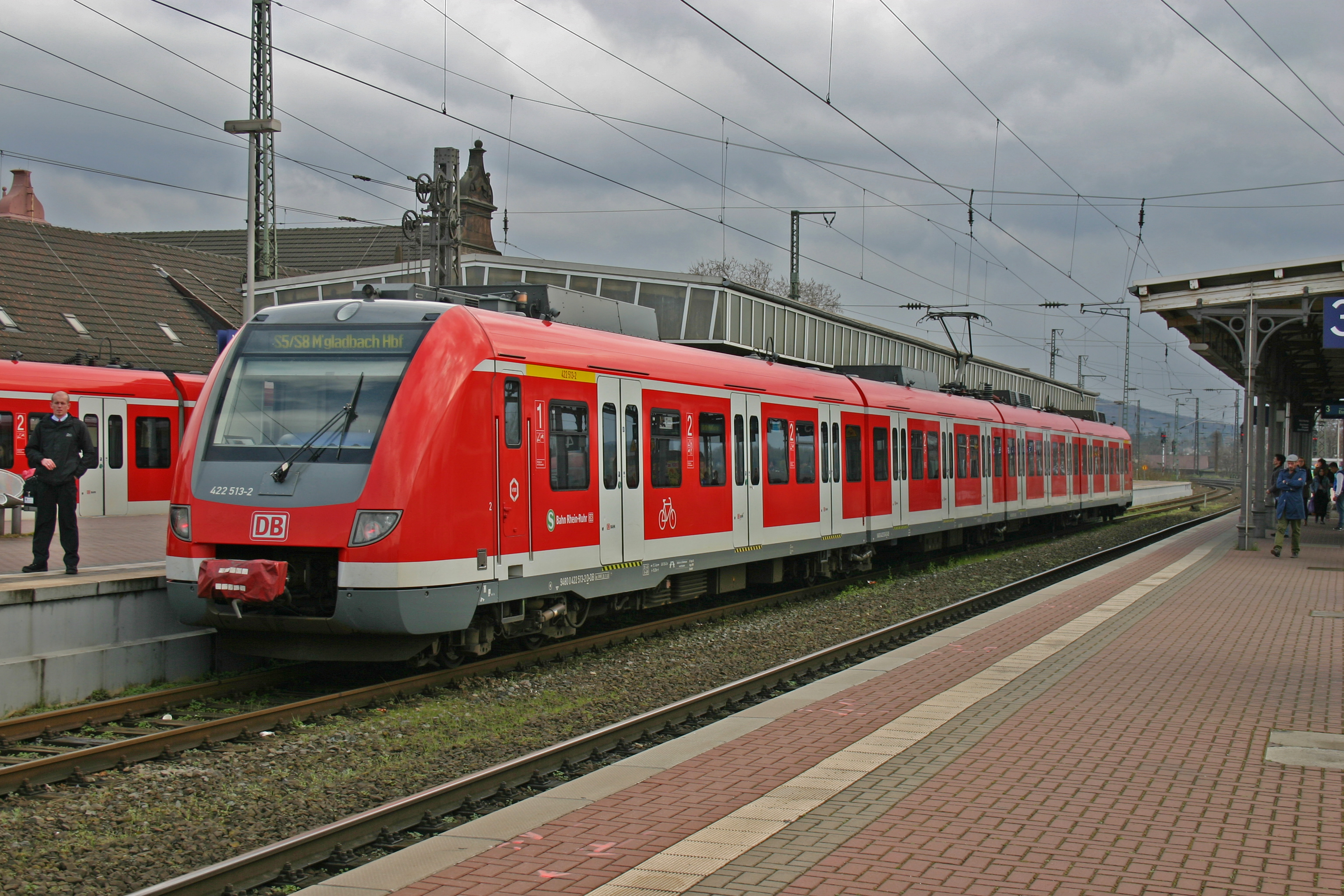
Een treinstel van de Baureihe 422 in Witten Hbf (2014)

Tot 2015 investeerde de onderneming €42 miljoen om service, veiligheid en kwaliteit in de deelstaat te verbeteren. 86 extra medewerkers versterken de conducteurs en veiligheidsmedewerkers. Bovendien ging DB Regio de beschadigingen aan het interieur, vandalismeschade en graffiti te lijf. Kwaliteitscontroleurs inspecteren de treinen, waarbij gevonden schade aan de treinen hersteld moet worden. Daarvoor zijn er 20 extra medewerkers bij de DB Regio-werkplaatsen in Noordrijn-Westfalen aangenomen. Ook tijdens de dienst worden de medewerkers ingezet om kleine schades te repareren, bijvoorbeeld op keer- en opstelsporen.
DB Regio investeerde groot in de S-Bahn Rhein-Ruhr. Voor rond de €400 miljoen schafte de onderneming 84 treinstellen van het type Baureihe 422 aan. De inzet van dit materieel en een geoptimaliseerde dienstregeling, met ingang van eind 2009, leidde tot kwaliteitsverbeteringen. De punctualiteit van de nieuwe treinstellen bedroeg in 2010 rond de 95%. Op de lijnen met getrokken treinen lag de punctualiteit rond de 93%. Op de lijnen S1 (Dortmund - Essen - Duisburg - Düsseldorf - Solingen) steeg het aantal reizigers in twee jaar met 11,5% in 2010. 
Sinds 2010 zijn 13 nieuwe dubbeldeksrijtuigen evenals gemoderniseerde elektrische treinstellen van het type Baureihe 425 "Plus" in dienst. Sinds 2014 worden op de lijnen S5 en S8 treinstellen van het type Baureihe 1440 ingezet.